# Maxillaria shepheardii
Maxillaria shepheardii är en orkidéart som beskrevs av Robert Allen Rolfe. Maxillaria shepheardii ingår i släktet Maxillaria och familjen orkidéer.
Artens utbredningsområde är Colombia. Inga underarter finns listade i Catalogue of Life.